# Hilara tarda
Hilara tarda är en tvåvingeart som beskrevs av Straka 1987. Hilara tarda ingår i släktet Hilara och familjen dansflugor. Inga underarter finns listade i Catalogue of Life.